# Coroana Sfântului Eduard
Coroana Sfântului Eduard este piesa centrală a Bijuteriilor Coroanei Regatului Unit. Numită după Sfântul Eduard Confesorul, a fost folosită în mod tradițional pentru a încorona monarhii englezi și britanici la încoronările acestora încă din secolul al XIII-lea. 
Coroana originală a fost o relicvă sfântă păstrată la Westminster Abbey, locul de veci al lui Eduard, până când piesa a fost fie vândută, fie topită atunci când Parlamentul a abolit monarhia în 1649, în timpul Războiului Civil Englez. 
Versiunea actuală a Coroanei Sf. Eduard a fost realizată pentru Carol al II-lea în 1661. Este făcută din aur solid, înaltă de 30 cm, cântărește 2,23 kg și este decorată cu 444 de pietre prețioase și semi-prețioase. Coroana este similară cu originalul ca greutate și aspect general, dar arcadele sale sunt baroce. 
După 1689, nu a mai fost folosită pentru a încorona un monarh timp de peste 200 de ani. În 1911, tradiția a fost reînviată de George al V-lea, iar toți monarhii ulteriori au fost încoronați folosind Coroana Sfântului Eduard. O imagine stilizată a acestei coroane este folosită pe stemă, ecusoane, logo-uri și diverse alte însemne din tărâmurile Commonwealth-ului pentru a simboliza autoritatea regală a reginei Elisabeta a II-a. 
Atunci când nu este utilizată, Coroana Sf. Eduard este expusă public în Jewel House la Tower of London. 

## Descriere
Coroana Sf. Eduard este realizată din aur de 22 de carate, cu o circumferință de 66 cm, măsoară 30 cm în înălțime și cântărește 2,23 kg. Are patru fleurs-de-lis și patru cruci pattée, care susțin două arcade boltite, cu un monde și o cruce pattée deasupra, arcadele și monde însemnând o coroană imperială. Catifeaua purpurie este mărginită cu ermină. Aceasta este împodobită cu 444 pietre prețioase și semiprețioase, inclusiv 345 acvamarine tăiat rose, 37 topaze albe, 27 turmaline, 12 rubine, 7 ametiste, 6 safire, 2 jargoane, 1 granat, 1 spinel și 1 carbuncul. 

## Utilizare
Deși este considerată coroana oficială de încoronare, doar șase monarhi au fost încoronați folosind Coroana Sfântului Edward de la restaurare: Carol al II-lea (1661), Iacob al II-lea (1685), William al III-lea (1689), George al V-lea (1911), George al VI-lea (1937) și Elisabeta a II-a (1953). Mary a II-a și Anna au fost încoronate folosind coroane mici de diamant, iar George I, George al II-lea, George al III-lea și William al IV-lea au folosit Coroana de Stat a lui George I. George al IV-lea a folosit o coroană diamantată mare, creată special pentru ocazie, iar regina Victoria și Edward al VII-lea au ales să nu folosească Coroana Sf. Eduard din cauza greutății sale și au folosit în schimb versiunea mai ușoară a Coroanei Imperiale de Stat din 1838. Când nu este utilizată pentru încoronarea monarhului, Coroana Sfântului Edward este așezată pe altar în timpul încoronării. Cu toate acestea, nu a fost utilizată deloc la încoronarea reginei Victoria. 

### În heraldică
Coroana Sfântului Eduard este folosită pe scară largă ca emblemă heraldică a Regatului Unit, fiind încorporată într-o multitudine de embleme și însemne. Deoarece Regatul Unit este o monarhie constituțională cu guvern responsabil, coroana poate simboliza, de asemenea, „suveranitatea (sau autoritatea) monarhului”. Poate fi găsită, printre altele, pe Cifrul Regal, Stema Regatului Unit, Insignele regale ale Angliei și pe ecusoanele forțelor de poliție din Anglia și Țara Galilor, Gărzii de Coastă a Majestății Sale, Armatei Britanice, Marinei Regale și Forțelor Aeriene Regale. De asemenea, formează logo-ul Royal Mail, serviciul poștal al Regatului Unit. În Scoția, Coroana Scoției poate să apară în locul Coroanei Sf. Eduard. 

## Istoric

### Origine

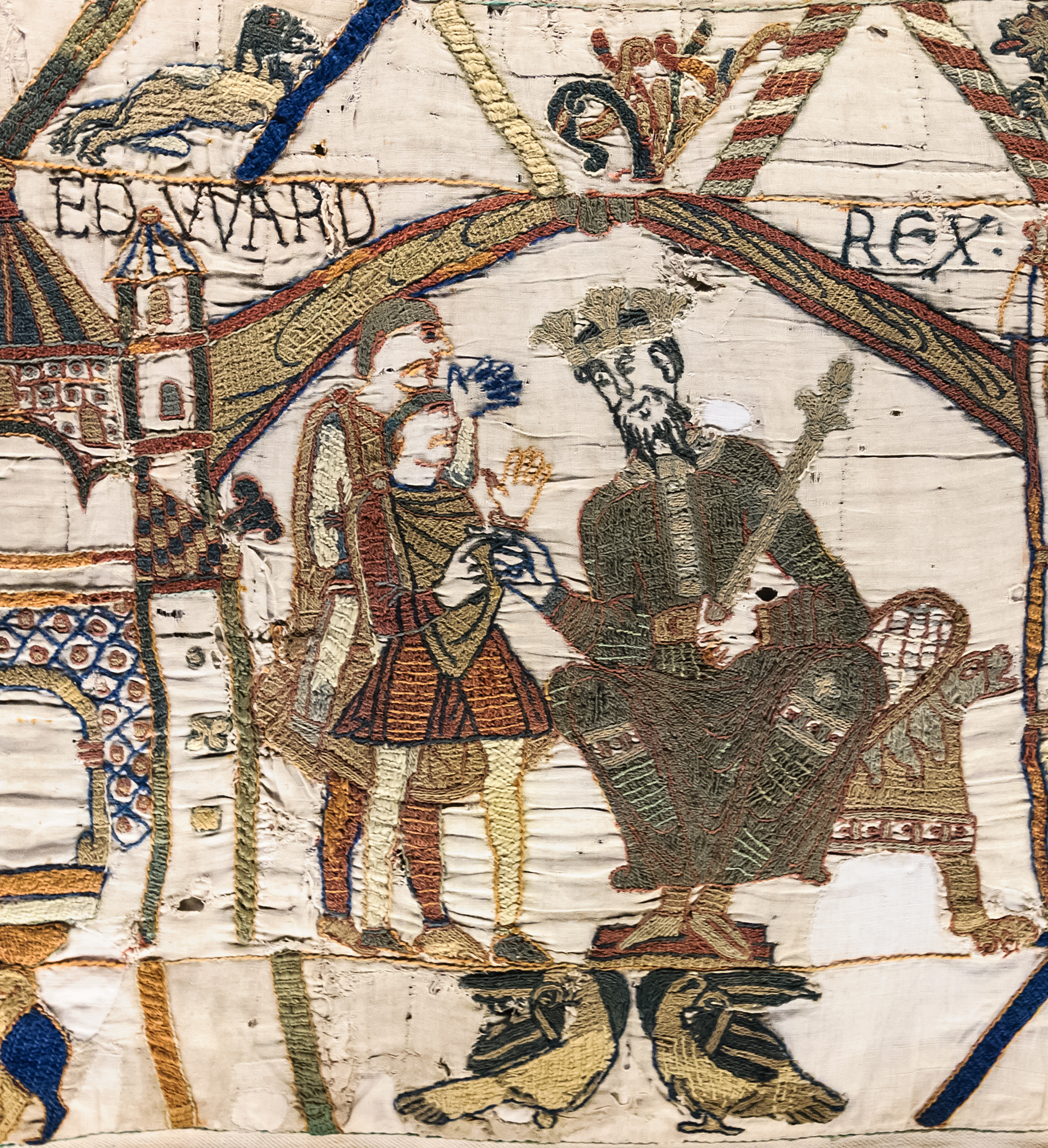
Regele Eduard Confesorul purtând o coroană în prima scenă a Tapiseriei de la Bayeux

Eduard Confesorul purta coroana la Paște, Rusalii și Crăciun. În 1161 Eduard a fost declarat sfânt, iar obiectele legate de domnia sa au devenit relicve. Călugării de la locul său de înmormântare din Westminster Abbey au susținut că Eduard le-a cerut să aibă grijă de coroana sa în veci, pentru încoronarea tuturor viitorilor regi englezi. Deși este posibil ca afirmația să fi fost un exercițiu de auto-promovare din partea abației, iar o parte din însemnele regale să fi fost probabil preluate din mormântul lui Eduard când a fost reînhumat acolo, afirmația a devenit acceptată ca fapt, stabilind astfel primul set cunoscut de însemne regale de încoronare ereditare în Europa. O coroană denumită Coroana Sf. Eduard este menționată pentru prima dată ca fiind folosită pentru încoronarea lui Henric al III-lea în 1220 și pare să fie aceeași coroană purtată de Eduard.

### Moaște
O descriere timpurie a coroanei este „Coroana Regelui Alfred din sârmă de aur împodobită cu mici pietre și două clopote mici”, cântărind 2,25 kg și evaluată la £248 în total. A fost uneori numită Coroana Regelui Alfred datorită unei inscripții pe capacul cutiei, care, tradusă din limba latină, spune: „Aceasta este coroana principală din două, cu care au fost încoronați Regii Alfred, Eduard și alții”. Cu toate acestea, nu există nici o dovadă care să susțină ipoteza că aceasta datează din perioada lui Alfred, iar în procesul de încoronare a fost mereu menționată drept Coroana Sf. Eduard.
Coroana Sf. Eduard a părăsit rar Westminster Abbey, dar când Richard al II-lea a fost forțat să abdice în 1399, coroana i-a fost adusă la Turnul Londrei. Acolo, Richard i-a înmânat-o simbolic lui Henric al IV-lea, spunând „vă prezint și vă ofer coroana cu care am fost încoronat Rege al Angliei și toate drepturile ce îi revin”.
Aceasta a fost folosită în 1533 la încoronarea celei de-a doua soții a lui Henric al VIII-lea, Anne Boleyn, fapt care era fără precedent pentru o regină consoartă. În perioada Tudor, trei coroane erau amplasate pe capetele monarhilor la încoronare: Coroana Sf. Eduard, coroana de stat și o „coroană bogată” realizată special pentru monarh. După reformare, noua Biserică Anglicană a denunțat închinarea la relicve medievale și, începând cu încoronarea lui Eduard al VI-lea în 1547, semnificația Coroanei Sf. Eduard ca relicvă sfântă a fost redusă în cadrul ceremoniei.
În timpul Războiului Civil Englez, Parlamentul a vândut Coroana Sf. Eduard medievală, considerată de către Oliver Cromwell ca simbol al „monarhiei detestabile”.

### Restaurare

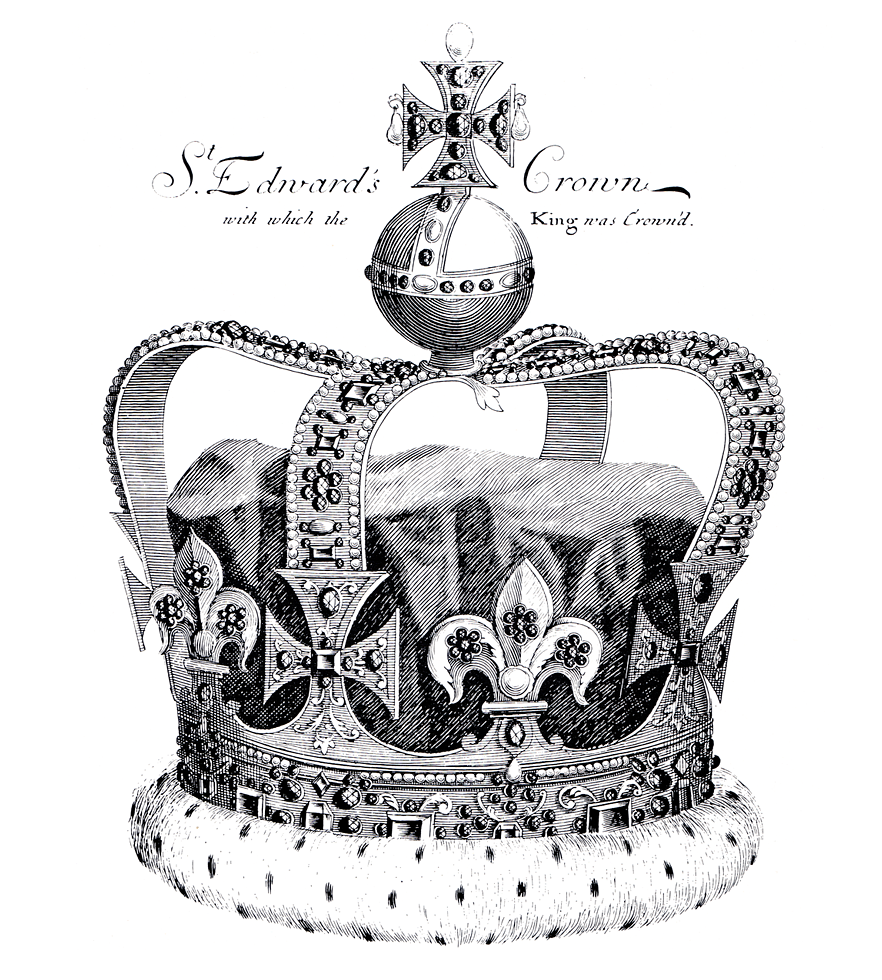
Coroana Sf. Eduard la vremea încoronării lui Iacob al II-lea al Angliei în 1685

Monarhia a fost restaurată în 1660, iar pentru pregătirea încoronării lui Carol al II-lea, care trăia în exil în străinătate, o nouă Coroană a Sf. Eduard a fost realizată de bijutierul regal, Sir Robert Vyner. A fost creată să semene îndeaproape cu varianta medievală, cu o bază grea de aur și ciorchini de pietre semiprețioase, dar cu arcadele în stil baroc. 
La sfârșitul secolului al XX-lea, s-a presupus că această variantă încorporează aur din Coroana inițială a Sf. Eduard, întrucât au o greutate aproape identică, iar în 1661 nu a fost emisă nicio factură pentru materiale. De asemenea, o coroană a fost expusă la priveghiul lui Oliver Cromwell, Lord Protector al Angliei din 1653 până în 1658. În ceea ce privește această dovadă, scriitorul și istoricul Martin Holmes, într-o lucrare din 1959 pentru Archaeologia, a ajuns la concluzia că pe vremea Interregnum Coroana Sfântului Eduard a fost salvată de la topire și că aurul a fost folosit pentru a face o coroană nouă la restaurare. 
Teoria sa a devenit înțelepciune acceptată și multe cărți, inclusiv ghiduri oficiale pentru Bijuteriile Coroanei de la Turnul Londrei, au repetat afirmația ca fapt. În 2008, noile cercetări au descoperit că o coroană de încoronare și un sceptru au fost făcute în 1660, în așteptarea unei încoronări precoce, care a trebuit să fie amânată de mai multe ori. Cealaltă regalie a lui a fost comandată în 1661, după ce Parlamentul a mărit bugetul ca semn al aprecierii lor pentru rege. Coroana de la priveghiul lui Cromwell era probabil realizată dintr-un metal de bază aurit, precum staniu sau cupru, așa cum era obiceiul în Anglia secolului al XVII-lea. De exemplu, o coroană expusă la înmormântarea lui Iacob al VI-lea și I costase doar 5 lire sterline și era decorată cu bijuterii false. 
În 1671, Thomas Blood a furat pentru scurt timp coroana din Turnul Londrei, aplatizând-o cu un ciocan în încercarea de a o ascunde. Un nou monde a fost creat pentru încoronarea lui Iacob al II-lea, iar pentru William al III-lea baza a fost schimbată din cerc în oval. După încoronarea lui William al III-lea în 1689, monarhii au ales să fie încoronați cu o coroană de încoronare mai ușoară, adaptată (de exemplu, Coroana de încoronare a lui George al IV-lea) sau coroana de stat, în timp ce Coroana Sfântului Edward era de obicei amplasată pe altarul mare. 

### Secolul al XX-lea și prezent

Monograma reginei Elisabeta a II-a

Eduard al VII-lea intenționa să reînvie tradiția de a fi încoronat folosind Coroana Sfântului Eduard în 1902, dar în ziua încoronării încă se afla în recuperare după o operație de apendicită și în schimb a purtat Coroana Imperială, mai ușoară. 
Până în 1911, bijuteriile erau închiriate pentru a fi utilizate în coroană și returnate după ceremonie. În acel an, coroana a fost împodobită permanent cu 444 de pietre prețioase și semi-prețioase. Perlele de imitație de pe arcade și bază au fost înlocuite cu mărgele de aur care la vremea aceea erau placate cu platină. Baza a fost, de asemenea, micșorată pentru a se potrivi capului lui George al V-lea, primul monarh care a fost încoronat folosind Coroana Sf. Eduard după peste 200 de ani, reducând greutatea totală a coroanei de la 2,6 kg la 2,2 kg. 
Aceasta a fost folosită pentru a-i încorona pe succesorul său, George al VI-lea, în 1937 și pe regina Elisabeta a II-a în 1953. Elisabeta a II-a a adoptat o imagine stilizată a coroanei pentru a fi folosită pe stemă, ecusoane, logo-uri și diverse alte însemne în tărâmurile Commonwealth-ului pentru a simboliza autoritatea regală a acesteia. În aceste contexte, a înlocuit Coroana Tudor, care fusese instituită de Eduard al VII-lea în 1901. Utilizarea imaginii coroanei în acest fel are loc doar cu permisiunea monarhului. 
Pe 4 iunie 2013, Coroana Sfântului Eduard a fost expusă pe altarul mare din Westminster Abbey, la o slujbă care a marcat 60 de ani de la încoronarea reginei Elisabeta a II-a, iar aceasta a fost prima dată când coroana a părăsit Jewel House din Turnul Londrei din 1953. 